# Куховаренко, Олег Юрьевич
Олег Юрьевич Куховаренко (29 июля 1925, СССР — 25 января 2004) — советский оператор-постановщик.

## Биография
О. Ю. Куховаренко — советский оператор-постановщик киностудии «Ленфильм».
Член Союза кинематографистов СССР (Ленинградское отделение).
Скончался 25 января 2004 года.

## Фильмография
1. 1955 — Храбрый заяц (мультипликационный) (Режиссёр-постановщик: Иван Иванов-Вано)
2. 1959 — Дорога уходит вдаль (Режиссёр-постановщик: Анатолий Вехотко)
3. 1961 — Раздумья (Режиссёр-постановщик: Тамара Родионова)
4. 1962 — Серый волк (Режиссёр-постановщик: Тамара Родионова)
5. 1963 — Родная кровь (Режиссёр-постановщик: Михаил Ершов)
6. 1965 — Иду на грозу (Режиссёр-постановщик: Сергей Микаэлян)
7. 1967 — Мятежная застава (Режиссёр-постановщик: Адольф Бергункер)
8. 1968 — Гроза над Белой (Режиссёры-постановщики: Евгений Немченко, Станислав Чаплин)
9. 1969 — Пятеро с неба (Режиссёр-постановщик: Владимир Шредель)
10. 1971 — Дорога на Рюбецаль (Режиссёр-постановщик: Адольф Бергункер)
11. 1971 — Прощание с Петербургом (Режиссёр-постановщик: Ян Фрид[1]
12. 1972 — Принц и нищий (Режиссёр-постановщик: Вадим Гаузнер)
13. 1974 — Врача вызывали? (Режиссёр-постановщик: Вадим Гаузнер)
14. 1975 — Память (ТВ) (Режиссёр-постановщик: Григорий Никулин)
15. 1976 — Сюрприз табачного короля (короткометражный) (Режиссёр-постановщик: Юрий Чечельницкий)
16. 1977 — Девочка, хочешь сниматься в кино? (Режиссёр-постановщик: Адольф Бергункер)
17. 1977 — Ждите меня, острова! (Режиссёры-постановщики: Николай Лебедев, Иосиф Шапиро)
18. 1979 — Бабушкин внук (Режиссёр-постановщик: Адольф Бергункер)
19. 1982 — Родился я в Сибири… (Режиссёр-постановщик: Адольф Бергункер)
20. 1984 — Три процента риска (Режиссёры-постановщики: Владимир Шредель), Е. Горащенко (Геннадий Полока)
21. 1986 — Сказание о храбром Хочбаре (Режиссёры-постановщики: Асхаб Абакаров, Михаил Ордовский)
22. 1987 — Необыкновенные приключения Карика и Вали (Режиссёр-постановщик: Валерий Родченко)

## Признание и награды
- Почётные дипломы фильму «Прощание с Петербургом» и режиссёру Яну Фриду на кинофестивале трудящихся в Чехословакии (1973)[1].